# Plesch Árpád
Plesch Árpád (Budapest, Terézváros, 1889. március 25. – London, 1974. december 16.) magyar származású francia-brit üzletember, bankár és ügyvéd. Ritka botanikai könyvek és ezoterikus pornográfia híres gyűjteménye volt a tulajdonában. Botanikai gyűjteménye bekerült Douglas Cooper Nagy magángyűjtemények című könyvébe. Bátyja Plesch János (1878–1957) író, orvos.

## Életpályája
Plesch Lajos (1852–1908) kereskedő, gyáros és Seligmann Honora (1853–1917) gyermekeként született zsidó családban. Apai nagynénje révén, aki Feld Zsigmondhoz ment nőül, unokatestvérei voltak Feld Irén, Feld Mátyás és Föld Aurél.
1898 és 1902 között a budapesti VII. Kerületi Magyar Királyi Állami Főgimnázium, majd 1902-től a Budapesti Kereskedelmi Akadémia tanulója volt. 1906-ban érettségi vizsgát tett. 1906 és 1910 között a Budapesti Tudományegyetem Jog- és Államtudományi Karának hallgatója volt. 1910 júliusában és augusztusában az egyetem ösztöndíjasaként az Oxfordi Egyetemre küldték. Az első világháború idején hadnagyként az osztrák–magyar hadvezetőség berlini kirendeltségénél teljesített katonai szolgálatot. 1915-ben felvételt nyert a Budapesti Ügyvédi Kamara tagjai közé. 1919 februárjában 1. osztályú követségi titkári kinevezést kapott. 1923 októberében – saját kérelmére történő nyugalomba helyezése alkalmából – a külügyi szolgálatban kifejtett érdemes tevékenysége elismeréséül az I. osztályú konzuli címet adományozták számára.
A legnagyobb olaszországi vagyon tulajdonosának, Gianni Agnellinek, a Fiat elnökének volt a mentora.

## Magánélete
Háromszor házasodott:
- Léonie Caro Ulam
- Marysia Ulam Krauss Harcourt-Smith, az előző lánya
- Maria von Wurmbrand-Stuppach grófnő, akit Etti Pleschnek hívtak, utolsó felesége és hatalmas vagyonának egyetlen örököse

Léonie Ulam Stanislaw Ulam matematikus nagynénje volt. Egy matematikus kalandjai című emlékiratában Ulam így írt:
"Michael nagybátyám felesége történetesen Párizsban élt akkoriban, és kedvesen felajánlotta, hogy fogad engem, és elküldi szerény szállodámba a sofőrös limuzinját, hogy elvigyen városnézésre. Annyira zavarban voltam a gondolattól, hogy egy Rolls-Royce-ban vagy egy Duesenbergben látnak majd megérkezni a Louvre-ba vagy más múzeumba, annyira oda nem illőnek éreztem, hogy visszautasítottam az ajánlatát."
Pleschék a párizsi Avenue Foch-on lévő lakásuk és a dél-franciaországi Beaulieu-sur-Mer-ben lévő Villa Leonina között éltek (ahol a csodálatos Leonina botanikus kertet építették).
1974-ben hunyt el Londonban.

## Művei
- Die Aktiengesellschaft nach ungarischem Recht (Berlin, 1916)[12]
- Botanique (1954)
- Essais d'acclimatation de plantes tropicales en France (1962)
- Mille et un livres botaniques de la collection Arpad Plesch (1973)

## Díjai, elismerései
- Lichtenstein herceg kormányzói jubileumi emlékérme (1916)[19]
- porosz királyi 2. osztályú Vaskereszt (1918)[20]
- Bronz Vitézségi Érem (1918)[21]

## Fordítás
- Ez a szócikk részben vagy egészben  az   Árpád Plesch című angol Wikipédia-szócikk ezen változatának fordításán alapul.  Az eredeti cikk szerkesztőit annak laptörténete sorolja fel. Ez a jelzés csupán a megfogalmazás eredetét és a szerzői jogokat jelzi, nem szolgál a cikkben szereplő információk forrásmegjelöléseként.